# Штитна на Вларжи-Попов
Штитна на Вларжи-Попов (чеш. Štítná nad Vláří-Popov) је насељено мјесто са административним статусом сеоске општине (чеш. obec) у округу Злин, у Злинском крају, Чешка Република.

## Становништво
Према подацима о броју становника из 2014. године насеље је имало 2.234 становника.